# Adiantum hispidulum
Adiantum hispidulum là một loài thực vật có mạch trong họ Adiantaceae. Loài này được Sw. miêu tả khoa học đầu tiên năm 1801.

## Hình ảnh

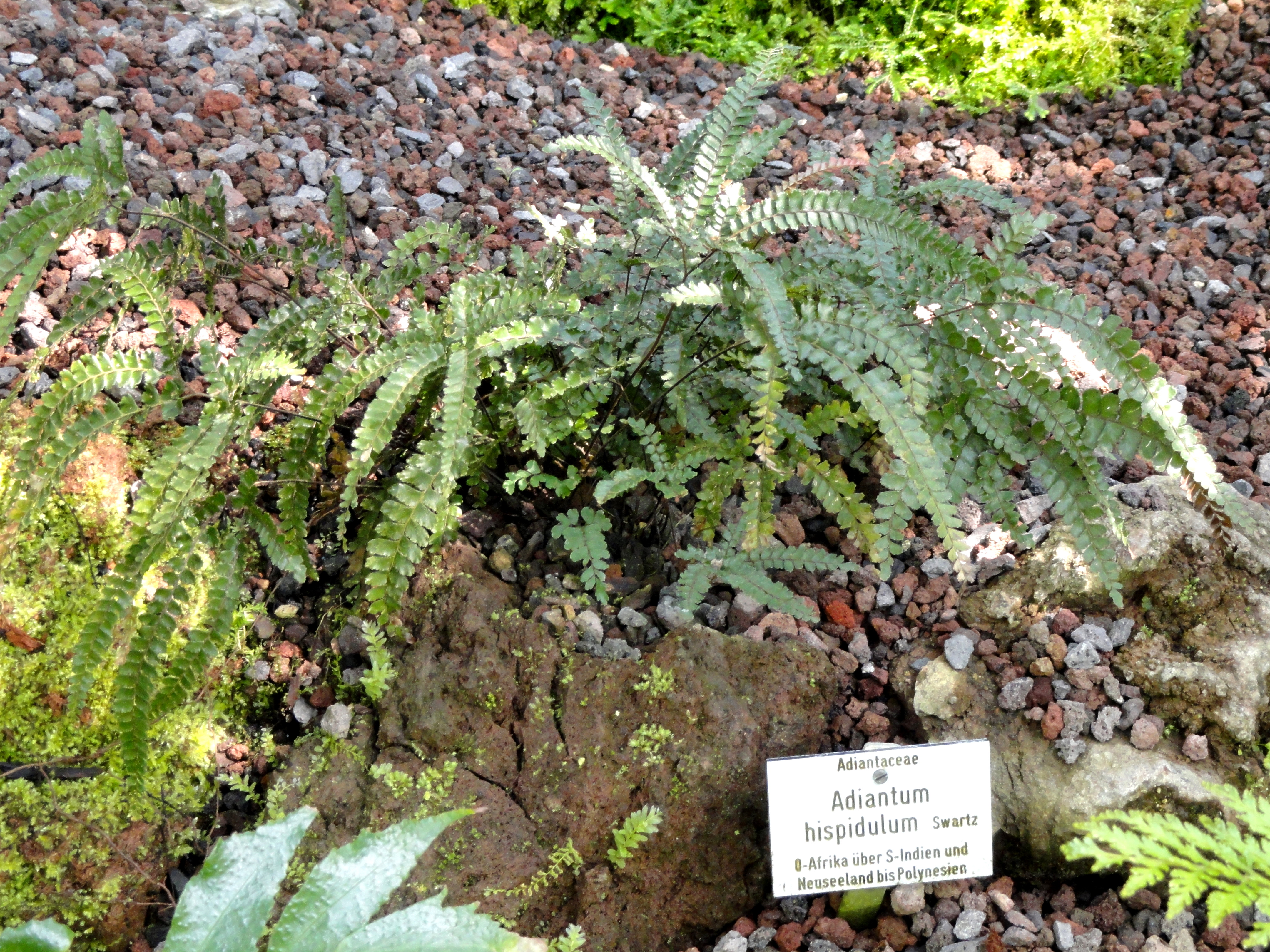
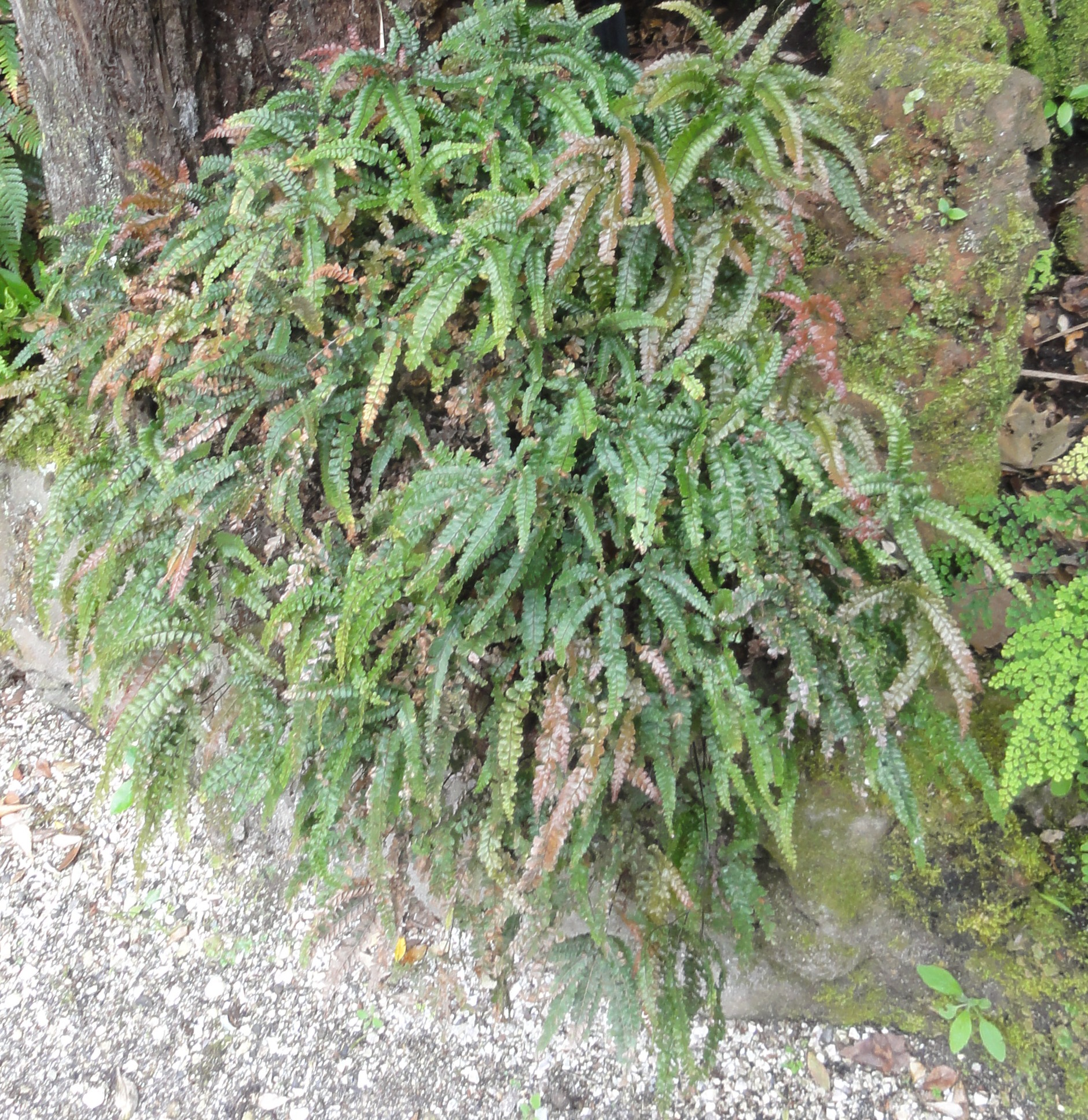
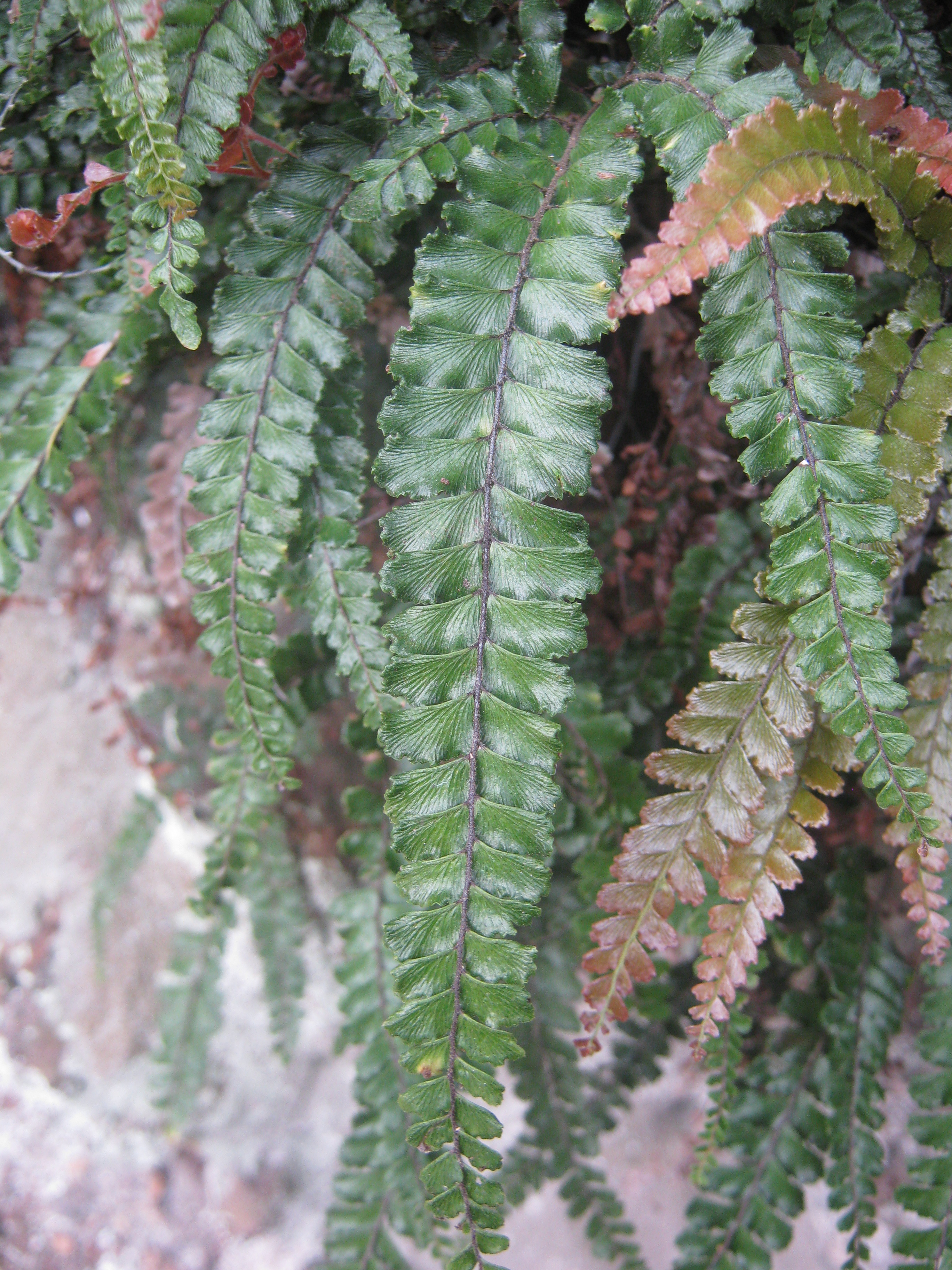
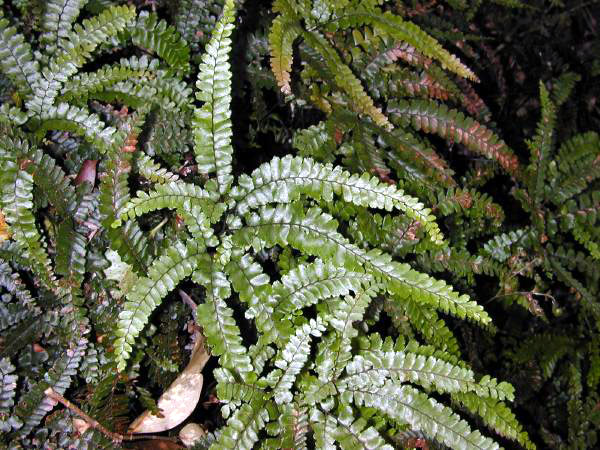